# Dán Királyi Légierő
A Dán Királyi Légierő (RDAF, dánul: Flyvevåbnet) Dánia légtérvédelmére fenntartott katonai szervezet, a dán haderő egyik haderőneme.
Létszáma 3500 fő, ebből 125 fő lát el tényleges katonai szolgálatot

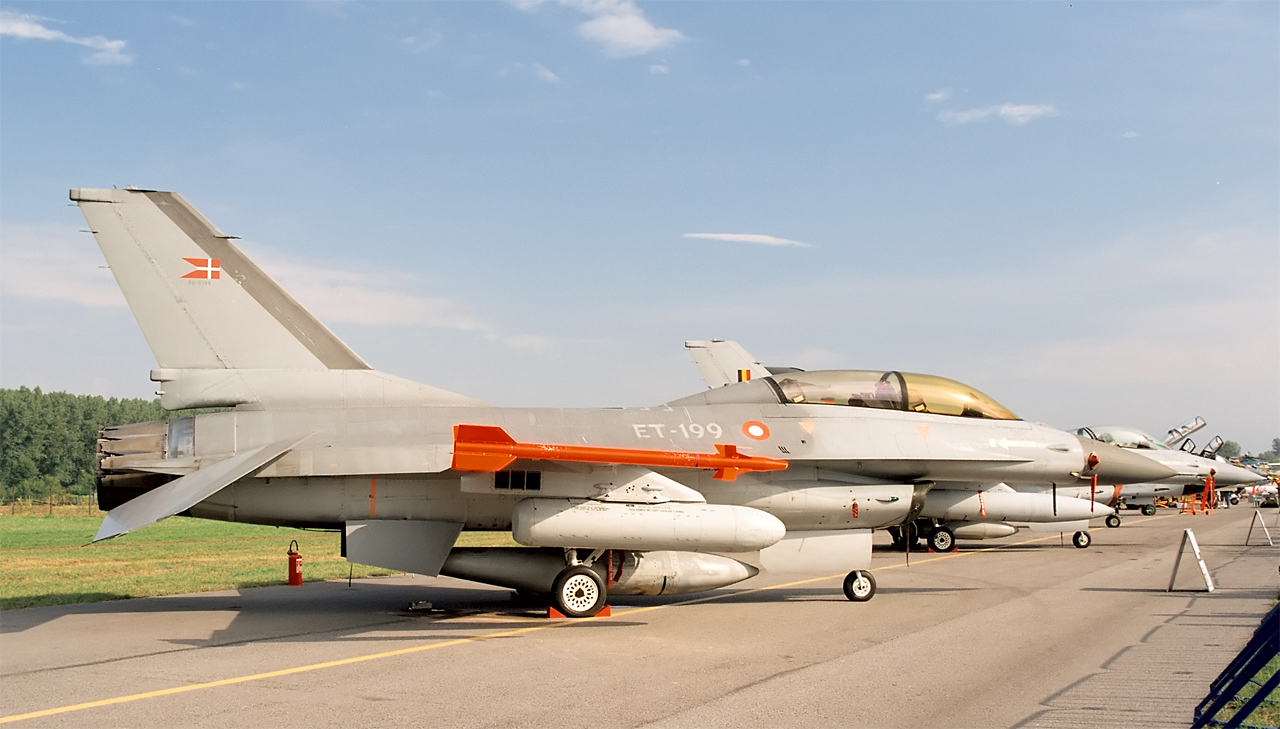
A Dán Királyi Légierő F-16-osa

## Szervezete
Harcászati egységek és alegységek:
- Skrydstrup vadászezred
  - 727. vadász század (F–16 vadászrepülőgépek)
  - 730. vadász század (F–16 vadászrepülőgépek)

- Aalborg légi logisztikai ezred
  - 721. század (C–130 teherszállítógépek)

- Karup helikopterezred
  - 722. század
  - 723. század
  - 724. század

- Légi irányító ezred

## Fegyverzete

### Aktív eszközök
| Megnevezés            | Változat | Feladatkör               | Mennyiség | Megjegyzés            |
| --------------------- | -------- | ------------------------ | --------- | --------------------- |
| F–16 Fighting Falcon  | A és B   | többcélú vadászrepülőgép | 68 db     | - 727., 730. századok |
| C–130 Hercules        | H        | teherszállítógép         | 3 db      | - 721. század         |
| Gulfstream III        |          | szállítógép              | 2 db      |                       |
| Saab MFI-17 Supporter |          | kiképézőgép              | 28 db     |                       |
| Sikorsky H–3 Sea King | S–61A    | többcélú helikopter      | 8 db      |                       |

Légvédelem:
- 2 légvédelmi zászlóalj, 36 db korszerűsített MIM–23 Hawk légvédelmi rakétaindítóval.

## Lásd még
- Európai országok légierői
- Dánia hadserege